# Jarikleia Kastritsi
Jarikleia Kastritsi –en griego, Χαρίκλεια Καστρίτση– (11 de abril de 1983) es una deportista griega que compitió en halterofilia. Ganó una medalla de bronce en el Campeonato Mundial de Halterofilia de 2002, en la categoría de 58 kg.

## Palmarés internacional
| Campeonato Mundial | Campeonato Mundial | Campeonato Mundial | Campeonato Mundial |
| Año                | Lugar              | Medalla            | Categoría          |
| ------------------ | ------------------ | ------------------ | ------------------ |
| 2002               | Varsovia (Polonia) | Medalla de bronce  | 58 kg              |